# Teppaz
Teppaz est une marque française d'équipements de reproduction du son, dont certains en qualité hi-fi, et un label de disques fondés par Marcel Teppaz en 1931. Célèbre dans le monde entier et aujourd'hui devenue culte, la marque, actuellement en sommeil, appartient à la société Luvanis. 
Teppaz a été la première marque à lancer le tourne-disque électrique 78T, puis le mange-disque. Au cours des années 1960, la marque connaît un succès considérable auprès des jeunes adolescents et des yéyés avec ses tourne-disques.
Les Teppaz sont aujourd'hui des objets de collection très prisés des amateurs de produits « vintage ». Le spécialiste de la marque Arnaud Wintrebert, originaire de Saint-Omer, en possède plus de 2 000.

## Histoire

### L'ère Marcel Teppaz (1931-1964)
En 1931, Marcel Teppaz fonde à Lyon une société d'assemblage de matériels radios et d'amplificateurs.
En 1941, Teppaz créé le premier tourne-disque électrique 78T.
En 1955, Teppaz invente le mange-disque.
En 1957, Teppaz ouvre une boutique à Paris.  Le modèle phare de la marque, le "petit Oscar", est vendu à plusieurs millions d'exemplaires.  L'entreprise réalise en plus 50 % de son chiffre d'affaires à l'export.

### L'après Marcel Teppaz

#### L'ère Seyvos
Après le décès de Marcel Teppaz en août 1964, l'entreprise est dirigée par son gendre, Paul Seyvos. La société compte encore à cette date 1 800 000 clients. 

#### Les tentatives de relance par Fantasia puis Sensemat
En 1971, la marque Teppaz est reprise à la barre du Tribunal de Commerce par la société Fantasia, fabricant de valises, et principal fournisseur de Teppaz mais sans succès et sera liquidée en 1978.
En 1997, Le Groupe Sensemat rachète la marque Teppaz avec l'intention de l'utiliser sur sa gamme audio, autoradio et ses accessoires pour la téléphonie.  Sensemat, et ses actifs dont Teppaz, sera repris par le Groupe Benton en 2001 à la barre du Tribunal.

#### Le rachat de la marque par Luvanis
Luvanis reprend la propriété de la marque à l'international à compter de 2010 puis rachète les droits d'exploitation sur la France auprès du Groupe Benton en 2018. À l'origine de la relance de marques de luxe comme Moynat ou Paul Poiret, Luvanis a pour ambition de relancer des tourne-disques et des baladeurs Teppaz dont le design et le son fassent à nouveau référence.

## Les tourne-disques Teppaz (1955-1978)
Le tourne-disques Teppaz ressemble à une petite valise de voyage très colorée. Le ou les haut-parleurs sont logés dans le couvercle, et tous les circuits d'amplification sont logés, avec l'alimentation et la mécanique, sous la platine.

### Premiers tourne-disques Teppaz

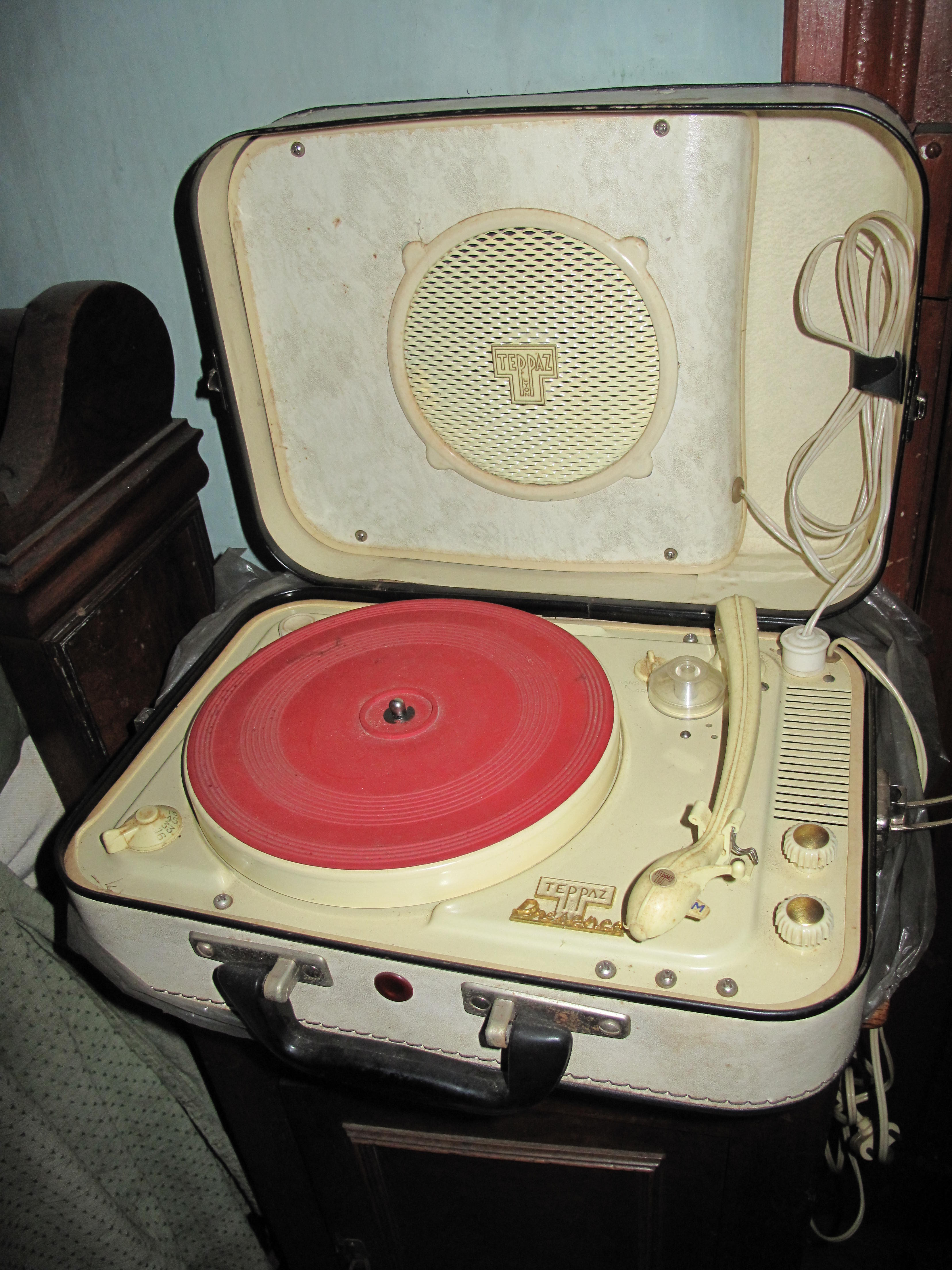
Teppaz modèle Présence

- Présence : Tout premier modèle de tourne-disques de la firme, produit de 1955 à 1962. Valise de forme rectangulaire aux angles arrondis avec une poignée de type valise. Platine ECO. Amplificateur à trois lampes. Poids 5,750 kg. Trois vitesses : 33, 45 et 78 tours jusqu'en 1958 puis quatre jusqu'en 1962.
- 336 : Modèle commercialisé peu de temps après le Présence. Couvercle-baffle Spatio-Dynamic contenant trois haut-parleurs (deux médiums et un tweeter). Amplificateur à lampes (avec prise micro permettant la sonorisation des conférences pour la version MICRO). Commercialisé de 1955 à 1962 comme le Présence. Premier modèle haut de gamme Teppaz. Trois vitesses : 33, 45 et 78 tours jusqu'en 1958 puis quatre jusqu'en 1962.
- ECO : Mallette tourne-disque qui se branche sur un poste de TSF ou un ampli, garniture de la valise en skaï. Quatre vitesses : 16, 33, 45 et 78 tours. Fabriqué à partir de 1955.

### Gamme MT 26
- 432 : Tourne-disques à chargeur automatique de disques 16/33/45/78 tours. Modèle produit de 1967 à 1970. Couvercle contenant deux haut-parleurs. Amplificateur puissant et musical à transistors.
- 464 : Même modèle que le 432 mais qui possède quatre haut-parleurs. Appareil équipé de la stéréophonie.

### Les Oscar
- Oscar : Modèle le plus célèbre de Teppaz qui a connu un succès considérable notamment auprès des jeunes, avec sa forme trapézoïdale aux angles très arrondis et son couvercle bombé. Vendu à des millions d'exemplaires dans le monde entier, il fut fabriqué de 1958 à 1964 pour la première génération et de 1964 à 1968 pour l'Oscar II qui est reconnaissable à la forme carrée (et non plus ronde) de la grille de son haut-parleur. Il est équipé d'un amplificateur à lampes composé d'une UCL 82 et d'une UY 85. C'est un amplificateur très standard pour l'époque mais surtout très fiable.
- Oscar Senior : Modèle techniquement identique aux Oscar I et II, mais qui est plus puissant et qui comporte un haut-parleur tweeter en plus, dans le couvercle. Poignée du type valise. Puissance de sortie 3 watts. Appareil adaptable à la stéréophonie grâce à un bras équipé d'une tête stéréo (optionnelle à l'époque). Amplificateur à une lampe (UCL 82) et à semi conducteurs.

## Les modèles stéréophoniques
- Oscar Stéréolux : Modèle identique aux Oscar I et II, mais avec un circuit et une tête stéréo permettant d'ajouter un deuxième haut-parleur. Puissance 2 × 3 watts.
- Octave : Modèle de forme proche de l'Oscar, fabriqué aussi de 1959 à 1964, mais un peu plus large et plus puissant : il comporte deux haut-parleurs dans le couvercle. Poignée du type valise.  Puissance quatre watts, poids 6,6 kg.
- 448 : C'est le modèle le plus haut de gamme de la gamme Teppaz, le plus gros et surtout le plus puissant. Modèle proche de l'Octave avec deux couvercles contenant chacun trois haut-parleurs (ce qui représente six haut-parleurs au total).  Amplificateur stéréo d'une puissance de 2 × 6 watts avec deux circuits à lampes indépendants. Revêtement façon cuir avec poignée de valise. Fabriqué à partir de 1961. Puissance six watts. Poids 11,4 kg.

## Les Teppaz à piles
- Transit : Modèle esthétiquement semblable à l'Oscar, commercialisé en 1959. C'est le premier électrophone français à avoir été doté de transistors. A existé avec des habillages très chics et à la mode pour l'époque (tissu écossais rouge ou à carreaux vichy gris, véritable cuir pour les modèles Luxe). Il pouvait s'emporter en vacances, en forêt et au camping. C'est le véritable successeur du gramophone valise.
- Tourist : Modèle de forme proche de l'Oscar, mais avec un couvercle beaucoup plus bombé et une grille de haut-parleur carrée en saillie. Fabriqué à partir de 1963, alimentation secteur 110 ou 220 V sans commutation. Revêtement façon tissu écossais noir et blanc ou tissu uni (blanc, rouge, etc.).
- Transitradio : Même modèle que le Tourist, mais comportant un poste de radio encastré dans la façade avant et une antenne. La poignée type valise est remplacée par une bandoulière. Modèle à transistors fabriqué de 1967 à 1970. Alimentation par secteur et par piles. Existe avec revêtement écossais rouge, ou uni rouge ou uni bleu roi. Modèle AM et modèle AM et FM. Poids 3,87 kg.
- Pirouet : Modèle de même forme que l'Octave II, fabriqué de 1964 à 1970, comportant une alimentation en neuf volts par piles. La poignée de valise est remplacée par une bandoulière. Poids 3 kg sans les piles.
- Cléo : Modèle proche de l'Octave II, amplification par transistors. Fabriqué de 1967 à 1969. Alimentation secteur. Poids 3,150 kg.

### Gamme Major
- Oscar Major: Modèle de forme carrée fabriqué de 1968 à 1970. Puissance trois watts, poids 5,9 kg.
- Tourist Major: Même modèle que l'Oscar Major mais fonctionne sur piles et secteur. Amplification à transistors.

### Gamme Teppy
Modèle de forme rectangulaire fabriqué de 1972 à 1978. Existe avec une alimentation par pile et/ou secteur. Couleurs : rouge tracteur, mauve et jaune poire (duo teepy).

### Gamme Longistyle
- Balad

Modèle rectangulaire portable avec cinq transistors, fabriqué à partir de 1967 jusqu'à 1969, pour la première génération et de 1969 jusqu'à 1971 pour la seconde génération. Poids 3,8 kg.
- Bi-balad

Même modèle, avec alimentation secteur ou avec six piles LR20 de 1,5 V soit un total de 9 V. Gainage de la valise en carton bouilli, de couleur, ou façon cuir beige clair (box ou crocodile).
- Radio-balad

Même modèle, avec poste réception AM FM. Fabriqué à partir de 1968.
- Modèle BB-Matic

Même modèle, avec chargeur de disque, tête piezo et pointe diamant. Alimentation pile ou secteur. Couleur noire ou rouge tracteur. Poids 3,8 kg.

### Gamme T
Modèles de salon transportable, avec caisse rectangulaire en bois et couvercle formant haut parleur.
- Modèle T 10
- Modèle T 44
- Modèle T 55
- Modèle T 200
- Modèle T 400

### Chaînes de salon
- Gamme 628

Chaîne hi-fi de salon stéréo transportable. Caisse en bois, boutons de réglage en façade sur plaque aluminium brossé. Couvercle comportant deux enceintes séparées. Chargeur de disques.
- C 116

Chaîne hi-fi de salon stéréo, caisse en bois, avec deux enceintes.
- C 117

## Les prix
Pour convertir les prix en francs français de 1965 en euros de 2016 en tenant compte de l"inflation, il faut multiplier par le coefficient 1,32 ; pour la conversion en euros de 2021, le coefficient est 1,40.

### Tourne-disques alimentés par le secteur
Prix maximum TTC en métropole, octobre 1965.
- Oscar 45 - 3 watts : 160 F
- Oscar senior - 3 watts : 213 F
- Oscar stéréo - 3 watts : 318 F
- Octave - 4 watts : 278 F
- 336 stéréo - 6 watts : 369 F. Avec 2e haut-parleur : 416 F
- 448 Stéréo - 2X6 W : 740,00 F

### Mange-disques à transistors alimentés par piles
- Pirouet' : 138,60 F

### Mange-disques à transistors alimentés par secteur et piles
- Tourist : 216,00 F

### Radio tourne-disques à transistors
- Transitradio: FM 461,70 F

## Les publicités et objets publicitaires
Les publicités Teppaz les plus marquantes ont été réalisées par Alain Gauthier.
Un grand nombre d'objets publicitaires existent : cendriers, porte-clefs, foulards, jeux de cartes, modèles réduits de fourgonnette 2 CV et de camionnette C15 Citroën (fabrication Norev).

### Filmographie
- La Fabrication des tourne-disques Teppaz à Lyon 01/01/1957, film documentaire, diffusion ORTF, 8 minutes 47 secondes, Archives INA.